# أنا باستور جوليان
أنا باستور جوليان (بالإسبانية: Ana Pastor Julián) هي سياسية إسبانية تشغل منصب رئيسة مجلس النواب الإسباني منذ شهر يوليه (تموز) عام 2016، وُلدت في الحادي عشر من نوفمبر (تشرين الثاني) عام 1957 في كوبيلوس في سمورة في اسبانيا.

## حياتها
درست أنا باستور جوليان الطب والجراحة في جامعة سلامنكا، و بعد أن انهت دراستها عملت في خدمة الدولة في مدينة بونتيفيدرا.
إن جوليان عضو في البرلمان الإسباني عن الدائرة الانتخابية بونتيفيدرا منذ عام 2000، تقلدت العديد من المناصب في وزارة التعليم والثقافة والرياضة والوزارة الرئاسية ووزارة الداخلية. شغلت منصب وزيرة الصحة من عام 2002 حتى عام 2004. تم تعينها لمنصب وزيرة البناء والمواصلات في الثاني والعشرين من ديسمبر (كانون الأول) عام 2011 خلال حكومة راخوي الأولى. بعد انتخابات البرلمان الإسباني التي انعقدت في يونيو (حزيران) عام 2016 تم انتخاب جوليان بدعم من حزب المواطنين لتصبح رئيسة البرلمان في شهر يونيه (تموز) عام 2016.

## وصلات خارجية
- السيرة الذاتية لأنا باستور جوليان على موقع البرلمان الإسباني (باللغة الإسبانية)